# Gustau III de Suècia
Gustau III de Suècia (suec: Gustav III.)  (The Royal Court Parish, 24 de gener de 1746 - The Royal Court Parish, 29 de març de 1792) fou rei de Suècia des de 1771 fins a la seva mort. Fou fill gran del rei Adolf Frederic de Suècia i Lluïsa Ulrika de Prússia, germana de Frederic el Gran. Es va casar amb Sofia Magdalena de Hannover (1746 - 1813, filla del rei Frederic V de Dinamarca i de Lluïsa de Gran Bretanya.
Gustau va oposar-se al que va veia com l'abús dels privilegis de la noblesa des de la mort de Carles XII de Suècia. Prendre el poder al govern en un cop d'estat, anomenat Revolució sueca, el 1772, posant final a l'edat de Llibertat i va iniciar una campanya per restaurar una mesura de l'autocràcia reial, que va completar amb la Llei d'Unió i Seguretat de 1789, que va escombrar la majoria dels poders exercits pel Riksdag (parlament) suec durant l'Edat de la Llibertat, però al mateix temps va obrir el govern per a tots els ciutadans, trencant així el privilegis de la noblesa.
Creient en el despotisme il·lustrat, Gustau fou un benefactor de les arts i la literatura i fundà diverses acadèmies, entre elles l'Acadèmia Sueca, i va fer construir l'Òpera Reial de Suècia, gastant fons públics considerables en projectes culturals, que van ser controvertits entre els seus crítics, així com l'intent d'apoderar-se de Noruega, que va comptar amb l'ajuda russa, i després en una sèrie d'intents de recuperar els dominis bàltics suecs perduts durant la gran Guerra del Nord a través de la fallida guerra amb Rússia que va acabar el 1790 amb el tractat de Värälä on els dos països es retornen llurs conquestes i retornen igualment a llur situació d'abans de la guerra després del seu lideratge reeixit a la batalla de Svensksund que va evitar una derrota militar completa i va permetre mantenir el poder militar suec. S'oposà a les reformes parlamentàries que s'havien establert abans del seu regne, en l'edat de Llibertat. Admirador de Voltaire, Gustau va legalitzar la presència catòlica i jueva a Suècia i va promulgar reformes àmplies dirigides al liberalisme econòmic, la reforma social i la restricció, en molts casos, de la tortura i la pena capital. La tan elogiada Llei de Llibertat de Premsa de 1766 va ser severament reduïda, però, per esmenes de 1774 i 1792, extingint efectivament els mitjans independents. A la fi, Gustau fou assassinat per una conjura de nobles.